# 灰鸽子远程控制
灰鸽子是一款远程控制软件，有时也被視為一種木马程序。
其為程序员葛军所开发，采用delphi编写，由客户端远程控制服务端。該軟件除了支持正向连接外还支持反向连接，即客户端可以自动请求服务端连接，此外還有摄像头控制功能。

### 争议
金山軟件公司在2007年曾經指責灰鴿子是「一条制造病毒、贩卖病毒、病毒培训为一体的黑色产业链」、「危害超出熊猫烧香10倍」，並擺明立場全面圍剿灰鴿子。灰鴿子工作室在該年停止版本更新、註冊服務，並關閉官方網站。灰鸽子被一些黑客改写，产生了3000多个变种，并通过浏览网页、邮件等方式传播。常見的灰鴿子免殺技術有：加殼壓縮、加花、修改特徵碼、修改程序入口點。其产生的G_Server_Hook.dll文件附在explorer.exe或者iexplorer.exe中，开机启动往往逃过查杀。另外在網際網路上也存在著免殺版本的灰鴿子，並且不斷更新。因为大多做了免杀汇编处理，所以对其客户端的查杀比较困难，大多数杀毒软件也无法识别它为病毒。

### 现状
2013年起，灰鸽子相关（TM）商标由潍坊灰鸽子安防工程有限公司注册。意在将灰鸽子开发成为一款合理的正规的远程控制软件。